# زهترآباد
زهترآباد یک روستا در ایران است که در استان زنجان واقع شده‌است. زهترآباد ۵۳۳ نفر جمعیت دارد.